# Reticul endoplasmatic
Reticulul endoplasmatic (RE) este un organit care se găsește la celulele eucariote. "Endoplasmatic" înseamna "în interiorul citoplasmei", iar "reticul" înseamna "pânză/rețea mică". RE modifică proteine, produce macromolecule și distribuie substanțele în celulă. În esență, reticulul endoplasmatic este sistemul elaborat de transport al celulei eucariote.

## Structură

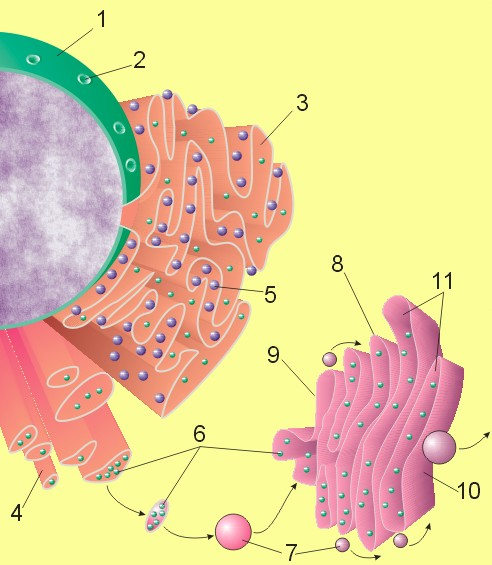
Nucleu celular, reticul endoplasmatic și aparat Golgi. 1. nucleu 2. por nuclear 3. reticul endoplasmatic rugos 4. reticul endoplasmatic neted 5. ribozom aflat pe RE rugos 6. proteine transportate 7. vezicule de transport 8. aparat Golgi 9. fața Cis a aparatului Golgi 10. fața Trans al aparatului Golgi 11. cisternele aparatului Golgi

Reticulul endoplasmatic este structurat ca un sistem tridimensional de canalicule, vezicule și cisterne ramificate și anastomozate. El face legătura între membrana plasmatică și membrana nucleară. RE are aspect neted (reticul endoplasmatic neted - REN.) sau rugos (granular) când se asociază cu ribozomii (reticul endoplasmatic granular - REG.). REG lipsește în hematiile mature. RE este mai dezvoltat în celulele cu activitate metabolică intensă (de exemplu, în celulele hepatice).
Compoziția RE este similară cu cea a membranei plasmatice, deși acest organit este de fapt o extensie a membranei nucleare. RE este locul traducerii informației genetice, și mijlocul de transport al proteinelor ce urmează să devină parte din membrana celulară (de exemplu receptori transmembranari) sau care urmează să fie secretate prin exocitoză (de exemplu neurotransmițători, enzime digestive, etc.).
RE este format dintr-o rețea de tuburi și cisterne. RE este acoperit în parte de ribozomi (care produc proteine din aminoacizi, bazat pe codul genetic). Deoarece aceste locuri par a fi "rugoase" văzute sub microscopul electronic, această parte a fost numită reticul endoplasmatic rugos. Părțile fără ribozomi se numesc reticul endoplasmatic neted. Ribozomii transferă proteinele gata produse în RE, care le transportă la aparatul Golgi.

## Rol
Reticulul endoplasmatic este un sistem circulator intraplasmatic care transportă substanțe în toată citoplasma, inclusiv în spațiul din jurul nucleului. RE joacă rol în compartimentarea celulei, asigurând o mare suprafață pentru reacțiile biochimice. Are rol mecanic și participă la diferențierea vacuomului. REN este locul sintezei lipidelor, are rol și în metabolismul glicogenului. RER este locul în sinteză a proteinelor (pe ribozomii legați). El transportă proteinele sintetizate de la ribozomi la cisternele aparatului Golgi pentru a fi împachetate în vezicule secretorii.

#### Reticul endoplasmatic rugos
RE rugos produce și transportă proteinele. Acesta este acoperit de ribozomi care îl fac să arate "rugos". RE rugos se întâlneste în mai multe celule, de exemplu în celulele din pancreas, care sunt implicate în secreția de insulină în circuitul sanguin.
În plus, RE rugos este și un producător de membrane, deoarece înglobează proteinele membranare în structura sa, iar când este nevoie de ele în alte locuri le transfera. Acest organit modifică proteinele și le modifică calitatea.

#### Reticul endoplasmatic neted
RE neted este implicat în procese metabolice, ca de exemplu sinteza de lipide, metabolismul carbohidraților și detoxificarea drogurilor și otrăvurilor. RE neted produce și steroizii, de exemplu steroizii sexuali la vertebrate și steroizii secretați de glandele adrenale. Celule care secretă aceste substanțe sunt bogate în RE neted.
Celulele din ficat sunt și ele bogate în RE neted. Aceste celule depozitează carbohidrații sub forma glicogenului. Hidroliza glicogenului produce fosfatul glucozei, o formă ionica de zahăr care nu poate ieși din celulă. O enzimă din RE neted al acestor celule indepărtează fosfatul, astfel încât glucoza poate ieși din celulă. Astfel, ea pătrunde în circuitul sanguin prin care poate ajunge oriunde este nevoie.
Enzimele din RE neted ajută la detoxifierea drogurilor și otrăvurilor prin adăugarea unei grupări de hidroxil la substanțe, astfel încât ele devin mai solubile și mai ușor de eliminat din corp.
Structura
Prezinta un sistem canalicular, care leaga plasmalema (membrana celulară) de citoplasmă. Totodata, se poate observa și o rețea de intermembrane cu aspect diferit, în funcție de
specializarea care o ocupă.
Rol
În sistemul circulator intracitoplasmatic și unul important în metabolismul glicogenului (un glucid care se află în cea mai mare parte în ficat).

#### Reticulul sarcoplasmic
Acesta se întâlnește în celulele mușchilor, și este adaptat pentru depozitarea și eliberarea ionilor de calciu. Acest proces este realizat de pompele de calciu și necesită energie furnizată de ATP (acid adenozintrifosforic). Pompele de calciu sunt proteine membranare adaptate pentru transportul activ al ionilor de calciu în mediul extraceleular (interiorul reticulului sarcoplasmic este de asemenea mediu extracelular). În fibra musculară striată scheletică pompele de calciu sunt reglate de calmodulină, iar în cele miocardice de fosfolamban. Calciul este necesar pentru contracția fibrei, fiind eliberat din reticulul sarcoplasmic în momentul în care fibra respectivă este excitată, prin deschiderea canalelor de calciu dependente de voltaj. În perioadele dintre contracții, pompele îl concentrează în lumenul reticulului sarcoplasmic.